# Assemblée législative du Costa Rica
Pour les autres articles nationaux ou selon les autres juridictions, voir Assemblée législative.
XIXe législature
Édifice de l'Assemblée législative
L'Assemblée législative (en espagnol : Asamblea Legislativa) est le parlement monocaméral du Costa Rica.

## Système électoral
L'Assemblée législative est composée de 57 députés élus pour quatre ans au scrutin proportionnel plurinominal à listes bloquées, répartis selon la méthode de Hare dans sept circonscriptions plurinominales de 4 à 19 sièges correspondant aux provinces du pays.